# Seagen
Seagen (ancien Seattle Genetics) est une entreprise américaine de biotechnologie.

## Histoire
En septembre 2020, Merck & Co investit un milliard de dollars pour prendre une participation de 3 % dans Seattle Genetics et 600 millions de dollars pour mettre en place un partenariat entre les deux entreprises.
En mars 2023, Pfizer annonce l'acquisition pour 43 milliards de dollars de Seagen, spécialisée dans les traitements anti-cancéreux,.